# Сузан Питерс
Сузан Питерс (енгл. Susan Peters) је била америчка глумица, рођена 3. јула 1921. године у Спокану, а преминула 23. октобра 1952. године у Висејлији.